# Gandakasia
Gandakasia es un género extinto de cetáceo ambulocétidos, que existió durante en Eoceno en lo que actualmente es Pakistán. La única especie asignada al género, Gandakasia potens, fue descrita en 1958.